# 郭孔演
郭孔演是郭鹤年的次子，祖籍福建福州，出生於馬來西亞，香港以及馬來西亞企業家。曾歷任南華早報集團、香格里拉主席以及香港上市公司東亞銀行、鳳凰衛視控股有限公司的獨立非執行董事

## 學歷
- 英國诺丁汉大学經濟學學士學位

## 家庭
- 父親是郭鹤年
- 家族旗下資產最大部份都在香港，包括大量的香港豪宅、商場、酒店、辦公室、南華早報集團、香格里拉酒店集團等等。